# آل سفيان سمع (مكيراس)

تعديل مصدري - تعديل

ال سفيان سمع هي إحدى قرى عزلة مكيراس بمديرية مكيراس التابعة لمحافظة البيضاء، بلغ تعداد سكانها 37 نسمة حسب تعداد اليمن لعام 2004.